# 伊勢佐木町

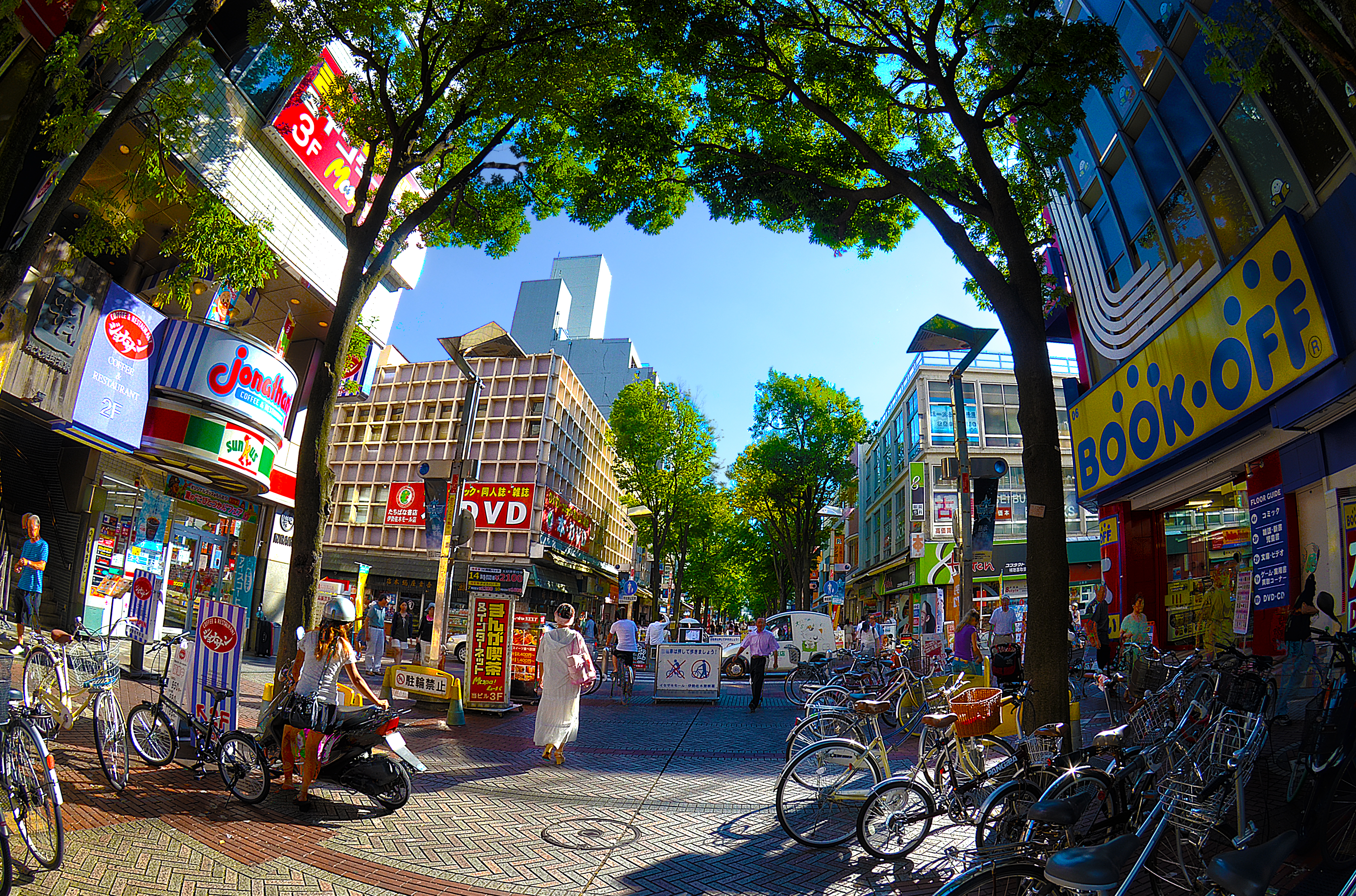
イセザキモール

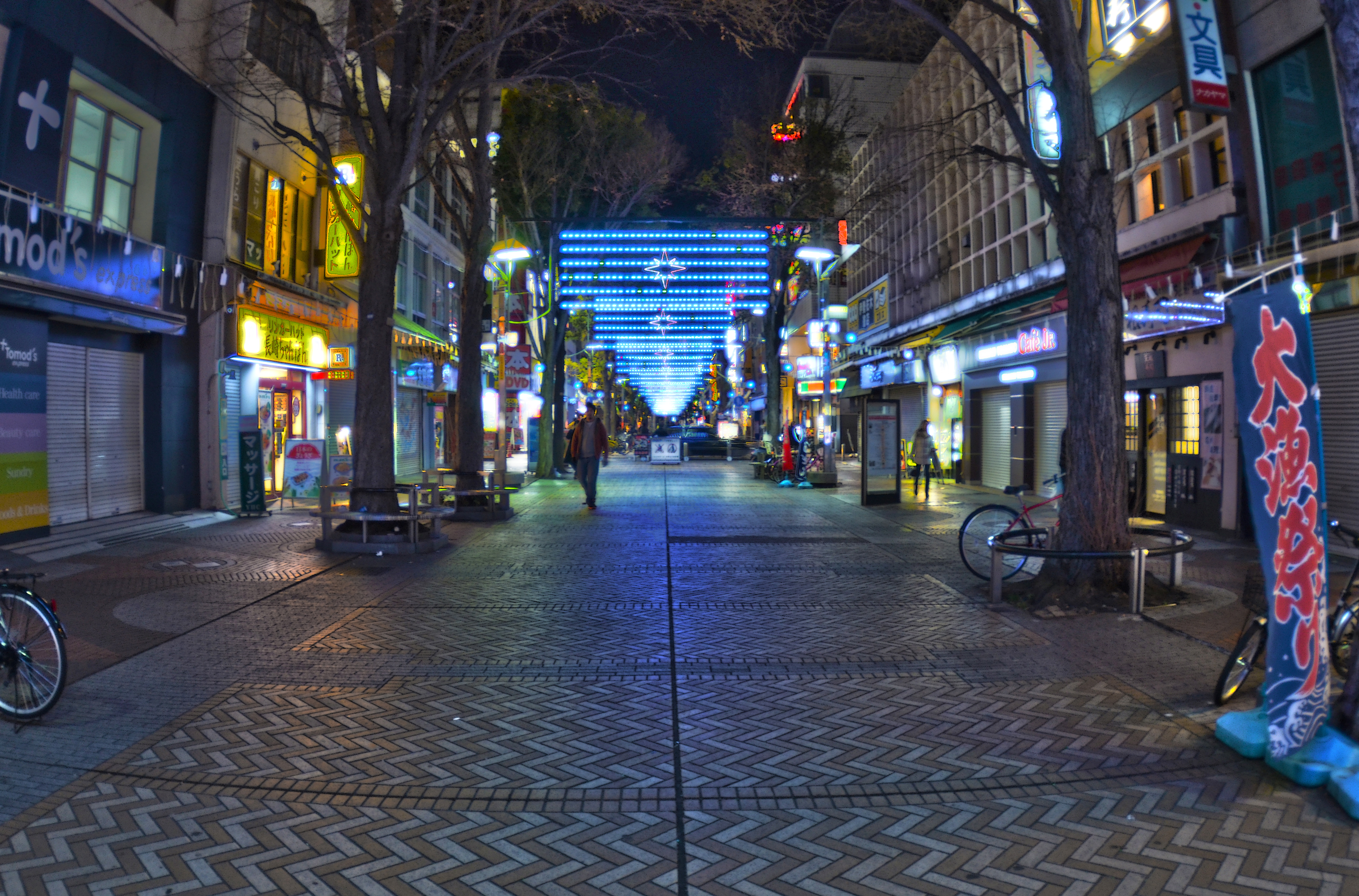
イセザキモール

伊勢佐木町（いせざきちょう）は、神奈川県横浜市中区の町名。北東端から地上は、吉田橋を抜けると馬車道につながり、一方、地下にはマリナード地下街があり、馬車道や関内駅につながっている。風俗街の曙町とも隣接している。また、南西端は南区に接する。現行行政地名は伊勢佐木町1丁目 - 7丁目（字丁目）からなり、伊勢佐木町通りに沿って北東 - 南西方向に約1.4キロメートル続く。住居表示未実施区域。現在1丁目と2丁目は「イセザキモール」（全面歩行者天国）、3丁目 - 7丁目は「伊勢佐木町商店街」と呼ばれる。「イセザキモール」は、1987年度の国土交通省手づくり郷土賞（いきいきとした楽しい街並み）受賞。

## 沿革
元々は入江を埋めた吉田新田の北一つ目沼地。沼地は1671年（寛文11年）までには埋め立てられ、耕地となっていた。
1869年（明治2年）には当地付近に港崎遊郭が移転し、吉原町が起立、1872年（明治5年）にはその遊廓も高島町に再移転し、区画を整理して1874年（明治7年）5月20日に伊勢佐木町が起立した。現在の読みは「いせざきちょう」であるが、当初は「いせさぎちょう」と呼ばれた。
大区小区制では第1大区4小区に属し、1878年（明治11年）横浜区に編入され、1889年（明治22年）横浜市制施行で同市の1町となる。
1928年（昭和3年）松ヶ枝町、賑町、長島町の全域と長者町、久方町、末吉町の各一部を編入して南吉田橋際まで町域が拡大した。

### 地名の由来
1874年（明治7年）に道路改修費用を寄付した伊勢屋中村次郎衛（治兵衛）、佐川儀右衛門、佐々木新五郎の名前（屋号・苗字の一部を採って組み合わせたもの）から来ている。佐川儀右衛門の子孫宅に、神奈川県令中島信行が褒賞として銀杯を下げ渡すとする明治7年11月の書類と、銀杯が入っていたと思われる箱と包み紙が伝わっており、包み紙に佐川の手によって「伊勢佐木町」の町名が彼ら3人に由来する旨が記されていた。このことは1989年に石井光太郎が『有鄰』261号で発表した。
上記の発表以前、地名の由来としては諸説が流布していた。いずれも、町の成り立ちに関わった人名に由来するものとしていた。
- 伊勢佐木町起立前に興行場を開場し、当地の開発に功績があった伊勢文蔵・佐々木次年に因むとする説[9][10][7]。
- 明治7・8年頃に元神奈川奉行の佐々木信濃守と合原伊勢守が開発したことから来ているとする説[10][7]。
- 明治7年頃に伊勢出身の佐々木氏の蕎麦屋「佐々木庵」が繁盛したことから来ているとする説[10][7]。

### 繁華街の変遷

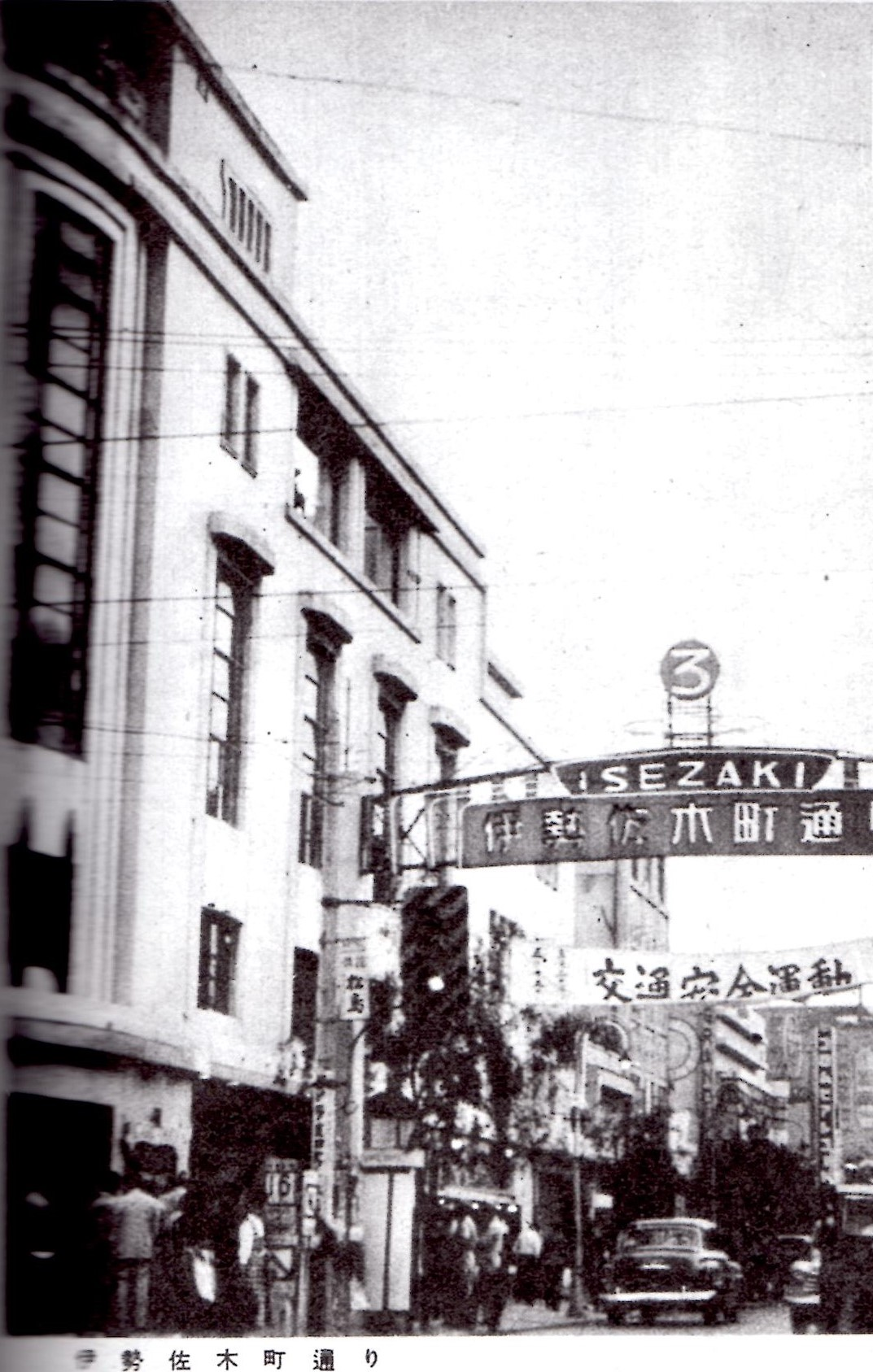
1953年頃の伊勢佐木町通り

明治時代から商店などが集中したため、現在でも明治創業の店舗が残っている。
1873年（明治6年）に興行場が開かれ、大相撲も催される興行街となる。1882年（明治15年）に遊郭が高島町から真金町へ再々移転すると、関内から遊郭への通り道となり、伊勢佐木町通りを中心に繁華街へ発展。1911年（明治44年）にはドイツ人貿易商・ヴェルダーマンが日本最初の洋画封切館であるオデヲン座を開館、大正初期までには東京・浅草や大阪・千日前と並ぶ大繁華街となり、「ザキブラ」「イセブラ」なる言葉も生まれた。
関東大震災で大被害を受けたが復興は早く、昭和に入ってなおも大いに栄えるが、太平洋戦争で被災、さらに戦後は占領軍によって接収される。1951年（昭和26年）返還が順次開始され、復興が本格化したのは昭和30年代に入ってからである。
1978年（昭和53年）からは恒久的な形での歩行者天国が実施されている。また近年では、ミュージシャンのゆずがアマチュア時代にストリートライブをよく行っていた場所として知られている。

### 課題
太平洋戦争後、横浜港の中核で、横浜の中心部でもある関内地区の大部分と、伊勢佐木町の一部がGHQにより接収されていた。昭和30年代まで接収が続いたことにより、横浜中心部の戦後復興も遅れ、伊勢佐木町もこのあおりを受けることになった。
一方、1960年（昭和35年）頃から、砂利置き場として使われていた横浜駅西口の大規模開発が相模鉄道によって開始され、1970年（昭和45年）頃には、横浜駅西口が横浜最大の繁華街としての地位を確立した。それに伴い、伊勢佐木町の繁華街としての機能は徐々に低下し、現在では横浜駅エリアに大きく水をあけられている。

### 治安・風紀の維持
2022年（令和4年）11月1日より、伊勢佐木町1丁目から6丁目は神奈川県暴力団排除条例に基づき暴力団排除特別強化地域に指定されることとなった。地域内では飲食店などの特定営業者と暴力団員との間でみかじめ料のやりとりや用心棒などの役務提供・依頼などが禁止され、違反者は金銭の支払いや役務を依頼した側であっても懲役1年以下または罰金50万円以下の罰則が科される。

## 世帯数と人口
2025年（令和7年）6月30日現在（横浜市発表）の世帯数と人口は以下の通りである。
| 丁目            | 世帯数    | 人口    |
| --------------- | --------- | ------- |
| 伊勢佐木町1丁目 | 5世帯     | 7人     |
| 伊勢佐木町2丁目 | 16世帯    | 25人    |
| 伊勢佐木町3丁目 | 77世帯    | 104人   |
| 伊勢佐木町4丁目 | 158世帯   | 270人   |
| 伊勢佐木町5丁目 | 421世帯   | 568人   |
| 伊勢佐木町6丁目 | 356世帯   | 480人   |
| 伊勢佐木町7丁目 | 507世帯   | 711人   |
| 計              | 1,540世帯 | 2,165人 |

### 人口の変遷
国勢調査による人口の推移。
| 年                 | 人口  |
| ------------------ | ----- |
| 1995年（平成7年）  | 1,225 |
| 2000年（平成12年） | 1,860 |
| 2005年（平成17年） | 1,877 |
| 2010年（平成22年） | 1,919 |
| 2015年（平成27年） | 1,854 |
| 2020年（令和2年）  | 1,926 |

### 世帯数の変遷
国勢調査による世帯数の推移。
| 年                 | 世帯数 |
| ------------------ | ------ |
| 1995年（平成7年）  | 670    |
| 2000年（平成12年） | 1,066  |
| 2005年（平成17年） | 1,135  |
| 2010年（平成22年） | 1,185  |
| 2015年（平成27年） | 1,211  |
| 2020年（令和2年）  | 1,337  |

## 学区
市立小・中学校に通う場合、学区は以下の通りとなる（2024年11月時点）。
| 丁目            | 番地 | 小学校             | 中学校                 |
| --------------- | ---- | ------------------ | ---------------------- |
| 伊勢佐木町1丁目 | 全域 | 横浜市立本町小学校 | 横浜市立横浜吉田中学校 |
| 伊勢佐木町2丁目 | 全域 | 横浜市立本町小学校 | 横浜市立横浜吉田中学校 |
| 伊勢佐木町3丁目 | 全域 | 横浜市立本町小学校 | 横浜市立横浜吉田中学校 |
| 伊勢佐木町4丁目 | 全域 | 横浜市立本町小学校 | 横浜市立横浜吉田中学校 |
| 伊勢佐木町5丁目 | 全域 | 横浜市立東小学校   | 横浜市立老松中学校     |
| 伊勢佐木町6丁目 | 全域 | 横浜市立東小学校   | 横浜市立老松中学校     |
| 伊勢佐木町7丁目 | 全域 | 横浜市立東小学校   | 横浜市立老松中学校     |

## 事業所
2021年現在の経済センサス調査による事業所数と従業員数は以下の通りである。
| 丁目            | 事業所数  | 従業員数 |
| --------------- | --------- | -------- |
| 伊勢佐木町1丁目 | 106事業所 | 1,113人  |
| 伊勢佐木町2丁目 | 78事業所  | 705人    |
| 伊勢佐木町3丁目 | 49事業所  | 552人    |
| 伊勢佐木町4丁目 | 69事業所  | 374人    |
| 伊勢佐木町5丁目 | 68事業所  | 422人    |
| 伊勢佐木町6丁目 | 49事業所  | 233人    |
| 伊勢佐木町7丁目 | 49事業所  | 250人    |
| 計              | 468事業所 | 3,649人  |

### 事業者数の変遷
経済センサスによる事業所数の推移。
| 年                 | 事業者数 |
| ------------------ | -------- |
| 2016年（平成28年） | 463      |
| 2021年（令和3年）  | 468      |

### 従業員数の変遷
経済センサスによる従業員数の推移。
| 年                 | 従業員数 |
| ------------------ | -------- |
| 2016年（平成28年） | 4,106    |
| 2021年（令和3年）  | 3,649    |

## 著名な店舗・寄席・劇場・映画館

### 現存する店舗
- 有隣堂書店本店

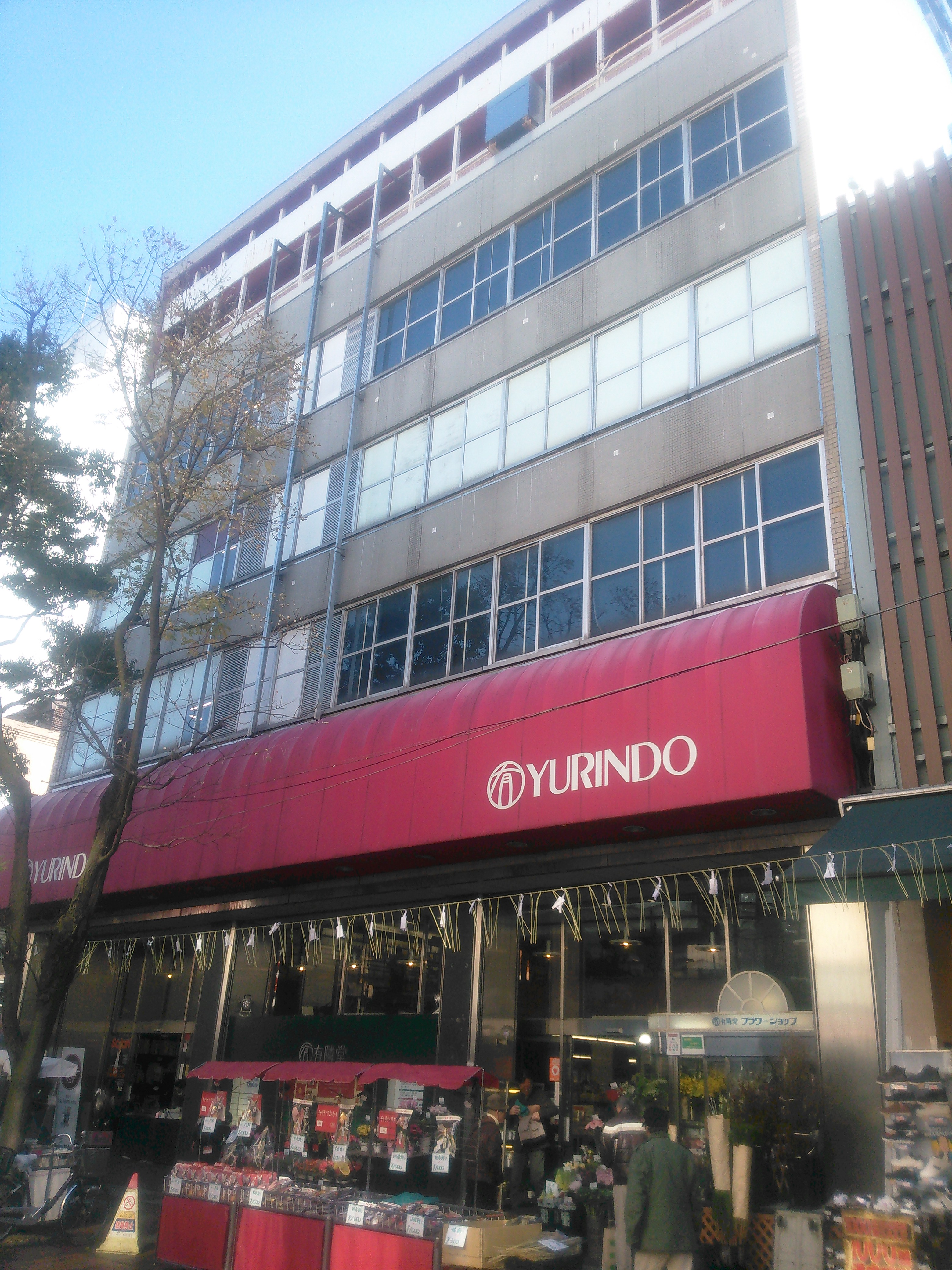
有隣堂本店

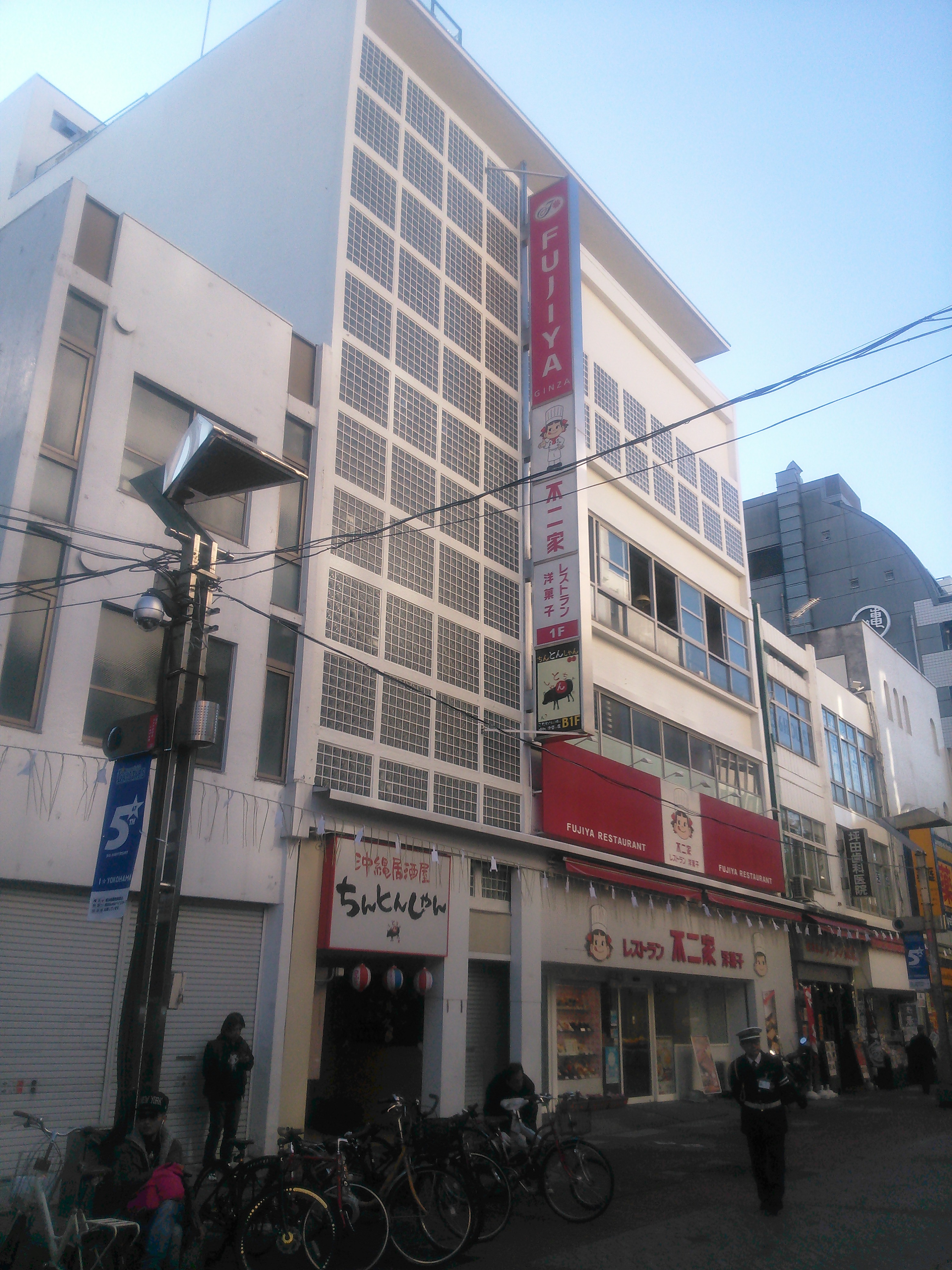
不二家横浜センター店

- 不二家横浜センター店（元町で創業しここに2番店を出した。アントニン・レーモンドによる、戦前のモダニズム建築である点も特筆される。）
- 文明堂（横濱文明堂の本店。1946年に長崎総本店より経営分離。）
- イセビル（1926年竣工のテナントビル。昭和初期にはカフェーやダンスホールが入っていた。）

### 過去に存在した店舗
- 横浜松坂屋

1921年野澤屋呉服店として創業。1934年には野澤屋、1973年に松坂屋の傘下に入ってノザワ松坂屋となり、1977年に横浜松坂屋となる。2004年本館・西館ともに横浜市歴史的建造物に認定された。2008年閉店。本館は2010年解体。跡地は複合商業施設カトレヤプラザ伊勢佐木に生まれ変わった。
- 松屋

吉田橋南詰の鶴屋と1丁目の壽百貨店。1丁目の建物は元々越前屋百貨店だったのを鶴屋が買収したもの。区画整理のため吉田橋店を廃止し、1丁目の店舗を松屋横浜店として統合したが、昭和53年撤退。横浜松坂屋が買収して西館として運営していたが、現在はJRA場外馬券売場のエクセル伊勢佐木（有料制）になっている。
- 松喜屋

1919年（大正8年）呉服店として創業。戦後、百貨店に業態転換。屋上にあった灯台を模した構築物から、通称・赤灯台と呼ばれた。1969年、ユニーの前身であるほていや（創業地は伊勢佐木町）に店舗の営業を譲渡し、1976年にユニーに吸収合併された。2009年にピアゴイセザキ店に改称されたが、建て替えのため2013年8月に閉鎖され取り壊された。ピアゴイセザキ店は2015年7月3日に跡地に建った新築建物で再開業したが、2020年8月9日に閉店した。
- 丸井イセザキ館

1965年に「丸井のクレジット」の店名で、イセザキモール入口近くで開店。1981年9月に両隣の敷地を含めて地上8階のビルに建て替えられ「丸井インテリア館」にリニューアルされた。「丸井ヤング館」を経て「丸井イセザキ館」に改称。閉店前の一時期は4階より上の階は閉鎖され、1階は雑貨売り場、2-3階が「ヴァージンメガストア」だったが、1999年1月に全館閉店した。
- 森永キャンデーストア：レストラン。菓子専門店。1丁目に所在していた。
- ヨコチク：横浜最古のレコード店。
- 横濱カレーミュージアム：2001年丸井イセザキ館跡のパチンコ店「PIA」7･8階に出店し人気を呼んでいたが、2007年3月に閉館。
- 猫と泥棒：紅茶専門喫茶店。
- メトロナイトパレス：昭和初期に名を馳せたカフェー。
- サクラサロン：昭和初期に名を馳せたカフェー。
- ピーナッツ：無名時代の矢沢永吉らのバンド・ヤマトなどが出演していたディスコ。2丁目で営業していた。
- モカンボ：1954年の「モカンボ・セッション」で有名なナイトクラブ。2丁目で営業していた。
- 根岸家：横浜の戦後を語る上で欠かせない存在。24時間営業の酒場。1980年11月20日焼失。正式な所在地は隣接する若葉町。現在は駐車場。

### 現存する映画館
伊勢佐木町に所在する映画館は全て消滅したが、界隈に現存する映画館は以下の通り。
- 横浜シネマリン（厳密には長者町に所在）
- シネマ・ジャック&ベティ（厳密には若葉町に所在）

### 過去に存在した寄席・劇場・映画館

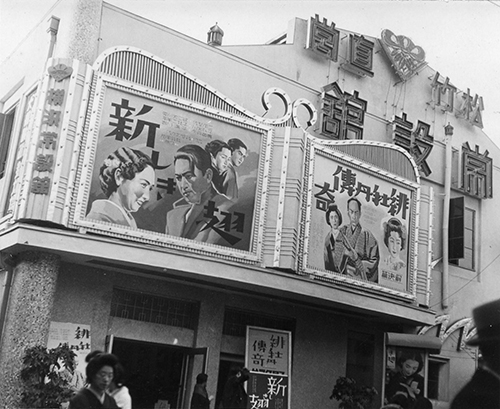
横浜常設館（1938年の写真）

- 横浜オデヲン座（日本最初の洋画封切映画館）
- 朝日ニュース（戦前の映画館。厳密に言えば伊勢佐木町ではなく福富町に所在。）
- 電氣館（戦前の映画館。厳密に言えば伊勢佐木町ではなく羽衣町に所在。）
- 常設館（戦前の映画館。松竹系。）
- 朝日館（新興映画劇場。戦前の映画館）
- 世界館（戦前の映画館）
- 帝国館（戦前の映画館）
- 横浜日活館（戦後裏手に横浜日活シネマを開設。後に両館敷地をもって横浜日活会館に改築。末期は洋画上映館・横浜オスカーになっていた。横浜日活会館自体は現存。）
- 敷島座（戦前の芝居小屋）
- 横浜花月劇場（戦前戦後に、吉本興業が所有していた劇場。寄席の「朝日座」を買収・改称した。1946年横浜グランド劇場に改称。洋画を上映。吉本撤退後に横浜東映会館が建設された。）
- 花月（戦前、吉本興業が所有していた寄席。「新富亭」を買収・改称した。）
- 寿館（戦前、吉本興業が所有していた寄席）
- 横浜東映会館（伊勢佐木町東映）
- 横浜ピカデリー（松竹直営。厳密に言えば伊勢佐木町ではなく長者町に所在。）
- 横浜大映劇場（旧：大都館。のち横浜松竹・横浜セントラル。厳密に言えば伊勢佐木町ではなく長者町に所在。）
- 横浜東亜映画劇場（二代目横浜オデヲン座。最晩年は大蔵映画直営。厳密に言えば伊勢佐木町ではなく曙町に所在。）
- 横浜東映劇場（旧：オリンピア劇場。「東急グリル」を併設。横浜東映会館とは別物。厳密に言えば伊勢佐木町ではなく長者町に所在。1963年に閉館。）
- 関内アカデミー劇場
- 横浜ニューテアトル（2丁目。2018年閉館。これで伊勢佐木町に所在する映画館は全て消滅。）

## 交通
- 関内駅
  - JR根岸線
  - 横浜市営地下鉄ブルーライン（1号線）
- 伊勢佐木長者町駅、阪東橋駅
  - 横浜市営地下鉄ブルーライン
- 日ノ出町駅、黄金町駅
  - 京急本線
- 馬車道駅
  - 横浜高速鉄道みなとみらい線

## 伊勢佐木町に因む作品

### 音楽
- 『伊勢佐木町ブルース』青江三奈・唄 1968年
  - 4丁目に歌碑が設置されている。
- 『長者町ブルース』クレイジーケンバンド・唄 1998年
- 『福富町ブーガルー』クレイジーケンバンド・唄 2008年
- 『夜霧の伊勢佐木町〜愛の真世界編〜』ゆず（北見川潤子&ムーチョ小岩沢）・唄 2014年
- 『イセザキ』ゆず・唄 2022年

### ドラマ
- 『ヤヌスの鏡』1985年
- 『あぶない刑事シリーズ』1986年
  - 大通り公園とイセザキモールが登場する。

### 映画
- 『やっさ、もっさ』渋谷実・監督 松竹 1953年
- 『俺は待ってるぜ』蔵原惟繕・監督 日活 1957年
  - 伊勢佐木町入口の裏辺りが映る。
- 『夜の歌謡シリーズ 伊勢佐木町ブルース』村山新治・監督 東映 1968年
- 『白昼の襲撃』西村潔・監督 東宝 1970年
- 『ヨコハマメリー』中村高寛・監督 ナインエンタテインメント 2006年

### 小説
- 『雑貨店』島崎藤村・作 新潮社（初出「新潮」）1909年
- 『忘れ残りの記』吉川英治・作 文藝春秋 1957年
- 『われ過ぎし日に』豊田穣・作 講談社 1977年
- 『人間関係』山田智彦・作 徳間書店 1987年

### ゲーム
- 『横浜エレジィ』アイデス（PC-9800シリーズ）1994年
- 『龍が如く7 光と闇の行方』セガ (PlayStation 4) 2020年
- 『LOST JUDGMENT 裁かれざる記憶』セガ (PlayStation 4/PlayStation 5/Xbox One/PC) 2021年

## ギャラリー

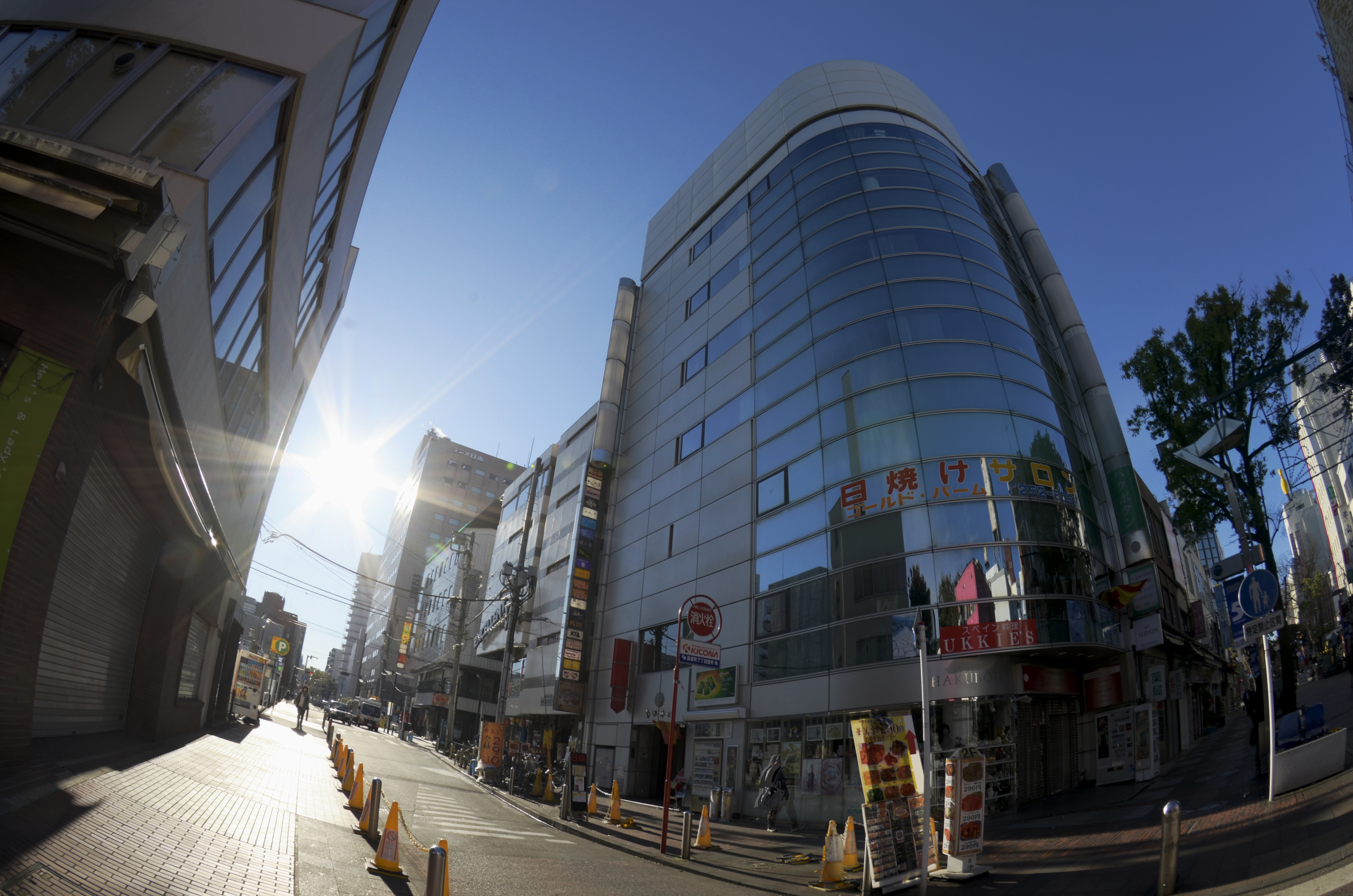
イセザキモール

## その他

### 日本郵便
- 郵便番号：231-0045[3]（集配局：横浜港郵便局[24]）

### 警察
町内の警察の管轄区域は以下の通りである。
| 丁目            | 番・番地等 | 警察署         | 交番・駐在所   |
| --------------- | ---------- | -------------- | -------------- |
| 伊勢佐木町1丁目 | 全域       | 伊勢佐木警察署 | 吉田橋交番     |
| 伊勢佐木町2丁目 | 全域       | 伊勢佐木警察署 | 吉田橋交番     |
| 伊勢佐木町3丁目 | 全域       | 伊勢佐木警察署 | 伊勢佐木町交番 |
| 伊勢佐木町4丁目 | 全域       | 伊勢佐木警察署 | 伊勢佐木町交番 |
| 伊勢佐木町5丁目 | 全域       | 伊勢佐木警察署 | 伊勢佐木町交番 |
| 伊勢佐木町6丁目 | 全域       | 伊勢佐木警察署 | 横浜橋交番     |
| 伊勢佐木町7丁目 | 全域       | 伊勢佐木警察署 | 横浜橋交番     |

## 参考資料
- 『横浜伊勢佐木町周辺の劇場と映画館の変遷』柴田勝著 1972年
- 『都市ヨコハマをつくる』田村明著 中央公論社 1983年
- 『都市ヨコハマ物語』田村明著 時事通信社 1986年
- 『横浜イセぶら百科』神奈川新聞社編集局編 神奈川新聞社 1986年
- 『そして、風が走りぬけて行った 天才ジャズピアニスト・守安祥太郎の生涯』植田紗加栄著 講談社 1997年
- 『モロッコの辰 横浜愚連隊物語』山平重樹著 大和書房 1996年
- 『聞き書き横濱物語』松葉好市著 ホーム社 2003年
- 『昭和二十年の青空』赤塚行雄著 有隣堂 2004年
- 『昭和30年代の神奈川写真帖・上巻』西潟正人著 アーカイブス出版 2007年
- 『Old but new イセザキの未来につなぐ散歩道』伊勢佐木町1・2丁目地区商店街振興組合編 神奈川新聞社 2009年
- 『ヨコハマ伊勢佐木町 復活への道』山田泰造著 日本経済新聞出版社 2009年
- “横浜市町区域要覧” (PDF).   横浜市市民局 (2018年7月9日). 2024年3月24日閲覧。